# Megalomus impudicus
Megalomus impudicus är en insektsart som först beskrevs av Gerstaecker 1888.  Megalomus impudicus ingår i släktet Megalomus, och familjen florsländor. Inga underarter finns listade.